# Numa Lavanchy
Numa Lavanchy (* 25. August 1993 in Morges) ist ein Schweizer Fussballspieler.

## Karriere

### Verein
Lavanchy begann seine Laufbahn in der Jugend des Yverdon-Sport FC, bevor er in die Nachwuchsauswahl des Kantons Waadt Team Vaud wechselte. Im April 2010 gab er beim 2:2 gegen den FC Biel-Bienne sein Debüt für die erste Mannschaft des FC Lausanne-Sport in der zweitklassigen Challenge League. Bis Saisonende kam er zu vier Einsätzen in der zweithöchsten Schweizer Spielklasse. Zudem war er weiterhin für das Team Vaud aktiv, mit dessen U-21-Mannschaft er von 2011 bis 2014 in der fünftklassigen 2. Liga interregional und in der viertklassigen 1. Liga spielte. Ab der Saison 2013/14 kam er wieder in der Liga für Lausanne-Sport zum Einsatz, das inzwischen an der Super League teilnahm. Bis Saisonende bestritt Lavanchy sechs Partien in der ersten Schweizer Liga, Lausanne stieg allerdings als Tabellenletzter in die Challenge League ab. In der Folgesaison kam er zu sieben Spielen für Lausanne-Sport in der zweiten Liga. Anfang 2015 wechselte er auf Leihbasis zum Ligakonkurrenten FC Le Mont-sur-Lausanne. Er avancierte zum Stammspieler und verpasste bis Saisonende keines der verbleibenden 18 Ligaspiele. Im Sommer 2015 kehrte er zum FC Lausanne-Sport zurück, bei dem sich der Rechtsverteidiger nun ebenfalls durchsetzen konnte und bis zum Ende der Saison 32 Partien in der Challenge League absolvierte, wobei er sechs Tore erzielte. Die Mannschaft wurde schlussendlich Meister und stieg in die Super League auf. Im Sommer 2016 unterschrieb Lavanchy einen Vertrag beim Superligisten Grasshopper Club Zürich. Bei den Grasshoppers verpasste er in seiner ersten Saison lediglich ein Ligaspiel gelbgesperrt und kam so zu 35 Einsätzen in der höchsten Schweizer Spielklasse, in denen der Defensivspieler zweimal traf. In der folgenden Spielzeit bestritt er 27 Ligapartien und schoss dabei erneut zwei Tore. 2018/19 spielte Lavanchy 14-mal für den Schweizer Rekordmeister in der Super League. Anfang 2019 wechselte er innerhalb der Liga zum FC Lugano. Bis Saisonende kam er 14-mal für Lugano in der Liga zum Einsatz und erzielte dabei einen Treffer. In der Saison 2019/20 absolvierte er 33 Spiele für die Tessiner in der Super League, in denen er zweimal traf. In der folgenden Spielzeit wurde er 34-mal in der höchsten Spielklasse eingesetzt, wobei er drei Tore schoss.
Im Sommer 2022 schloss er sich dem FC Sion an, mit dem er am Ende der Saison in die Challenge League abstieg.

### Nationalmannschaft
Lavanchy spielte in der Schweizer U-17-Auswahl, für die er in 14 Einsätzen zweimal traf. Von 2010 bis 2011 spielte er für die U-18-Nationalmannschaft, in der er siebenmal eingesetzt wurde und dabei zwei Tore schoss. Danach stand er siebenmal für das U-20-Team auf dem Platz.

## Erfolge
FC Lugano:
- Schweizer Cupsieger: 2021/22